# Список керівників держав 230 року
Список керівників держав 230 року — це перелік правителів країн світу 230 року
Список керівників держав 229 року — 230 рік — Список керівників держав 231 року — Список керівників держав за роками

## Європа
- Боспорська держава — цар Котіс III (228-234)
- Ірландія — верховний король Кормак мак Арт (226-266)
- Римська імперія
  - імператор Александр Север (222-235)
    - консул Луцій Вірій Агрікола (230)
    - консул Секст Катій Клементин Прісцілліан (230)

## Азія
- Близький Схід
  - Велика Вірменія — цар Трдат II (217-252)
  - Осроена — цар Ману IX (216-242)
- Диньяваді (династія Сур'я) — раджа Сур'я Дипаті (198-245)
- Іберійське царство — цар Ваче (216-234)
- Індія
  - Західні Кшатрапи — махакшатрап Дамасена (223-232)
  - Кушанська імперія — великий імператор Канішка II (226-240)
  - Держава Чера — Янаікат-сей Мантаран Черал (201-241)
- Китай
  - Династія Вей — імператор Цао Жуй (Мін-ді) (226-239)
  - Династія У — імператор Сунь Цюань (222-252)
  - Династія Шу — імператор Лю Шань (223-263)
    - шаньюй південних хунну Лю Бао (215-260)
    - володар держави сяньбі Будугень (210—233)
- Корея
  - Кая (племінний союз) — ван Кодин (199-259)
  - Когурьо — тхеван (король) Тончхон (227-248)
  - Пекче — король Кусу (214-234)
  - Сілла — ісагим (король) Нехе (196-230), його змінив ісагим Чобун (230-247)
- Паган — король П'юсоті (167-242)
- Персія
  - Парфія — шахіншах Ардашир І (224-241)
- Сипау (Онг Паун) — Пау Ай П'яу (207-237)
- плем'я табгачів — вождь Тоба Лівей (219-277)
- Японія — імператриця Дзінґу (201-269)
- Ліньї — Фам Хунг (220—284)

## Африка
- Аксумське царство — негус Азаба (бл.230)
- Царство Куш — цар Терітніде (228-246)